# Michaił Rachmanow
Michaił Aleksiejewicz Rachmanow, ros. Михаил Алексеевич Рахманов (ur. 27 maja 1992 w Ust-Kamienogorsku) – kazachski hokeista, reprezentant Kazachstanu.

## Kariera
- Torpedo 2 Ust-Kamienogorsk (2009-2011)
- Snieżnyje Barsy Astana (2011-2012)
- Barys Astana (2012-2015)
- Barys 2 Astana (2012/2013)
- Nomad Astana (2012/2014, 2015/2016)
- Jertys Pawłodar (2015-2017)
- Torpedo Ust-Kamienogorsk (2016/2017)
- Ałtaj Torpedo Ust-Kamienogorsk (2016/2017)
- HK Ałmaty (2017-2018)
- Ałtaj Torpedo Ust-Kamienogorsk (2018-2019)
- Arłan Kokczetaw (2019-2020)
- Saryarka Karaganda (2020-2022)

Wychowanek Torpedo Ust-Kamienogorsk. W karierze grał w klubach rosyjskich rozgrywek MHL, WHL, KHL oraz w lidze kazachskiej. W maju 2021 został zawodnikiem Saryarki. W lipcu 2022 podpisał próbny kontrakt z Barysem.
Uczestniczył w turniejach mistrzostw świata w 2012, 2014, 2022, zimowej uniwersjady edycji 2017.

## Sukcesy
Reprezentacyjne
- Srebrny medal zimowej uniwersjady: 2017

Klubowe
- Złoty medal mistrzostw Kazachstanu: 2021, 2022 z Saryarką Karaganda
- Drugie miejsce w Pucharze Kontynentalnym: 2022 z Saryarką Karaganda

Indywidualne
- Puchar Kazachstanu w hokeju na lodzie 2021: najlepszy napastnik[1]
- Puchar Kontynentalny 2021/2022#Superfinał:
  - Pierwsze miejsce w klasyfikacji strzelców w turnieju: 2 asysty[3]
  - Pierwsze miejsce w klasyfikacji asystentów w turnieju: 2 asysty[4]
  - Pierwsze miejsce w klasyfikacji kanadyjskiej turnieju: 3 punkty[5]
- Kazachska Wysszaja Liga w hokeju na lodzie (2021/2022):
  - Trzecie miejsce w klasyfikacji strzelców w sezonie zasadniczym: 28 goli[6]
  - Dziewiąte miejsce w klasyfikacji asystentów w sezonie zasadniczym: 29 asyst
  - Trzecie miejsce w klasyfikacji kanadyjskiej w sezonie zasadniczym: 57 punktów[6]
  - Pierwsze miejsce w klasyfikacji strzelców w play-off: 10 goli[7]
  - Czwarte miejsce w klasyfikacji asystentów w play-off: 11 asyst[8]
  - Drugie miejsce w klasyfikacji kanadyjskiej w fazie play-off: 21 punktów[9]
  - Zdobywca zwycięskiego gola w siódmym meczu finału Saryarka – Bejbarys (5:2) zakończonego wynikiem 4:3[10][11]
  - Najlepszy napastnik sezonu[12]